# Yes Minister
Yes Minister (in seguito Yes, Prime Minister) è una serie televisiva britannica in 22 episodi trasmessi per la prima volta nel corso di 3 stagioni dal 1980 al 1984.
Dal 1986 al 1988 venne prodotta e trasmessa una nuova serie, Yes, Prime Minister, con gli stessi personaggi e attori principali.
La serie è stata giudicata come la 6° sitcom britannica migliore di sempre, nel sondaggio-documentario Britain's best sitcom, indetto dalla BBC nel 2004. Ha vinto il premio BAFTA alla migliore commedia nel 1981, 1982 e 1983.
Nel 1987 uscì un videogioco per computer tratto dalla serie.

## Trama
La sitcom narra la storia di James "Jim" Hacker, un ex-giornalista e accademico poi diventato deputato alla Camera dei comuni, nella sua veste di ministro del Department of Administrative Affairs. I suoi assistenti sono il Permanent Secretary Appleby - interessato a difendere lo status quo nel ministero a ogni costo e a non voler tagliare i costi del proprio ministero - e il Principal Private Secretary Wooley - pragmatico in molte cose e tendenzialmente dalla parte del ministro, ma influenzato nella sua carriera dal suo superiore Appleby e a quest'ultimo di fatto deferente.
La serie comincia proprio quando il suo partito all'opposizione vince finalmente le elezioni e lui viene nominato ministro. In un tipico episodio, il ministro propone delle idee e dei piani di azione, ma Appleby è colui che solitamente vi si oppone. In un minor numero di episodi è invece il capo di gabinetto Appleby a proporre delle azioni e il ministro Hacker a rifiutarle.
Come voluto dai produttori della serie, la maggior parte delle scene si svolge in luoghi privati, a significare di come la vera politica si svolga non in pubblico.
Nella serie successiva Yes, Prime Minister Hacker diviene il primo ministro, ma la struttura degli episodi è simile.

## Personaggi
- James Hacker (stagioni 1-3), interpretato da	Paul Eddington.
- Sir Humphrey Appleby (stagioni 1-3), interpretato da	Nigel Hawthorne.
- Bernard Woolley (stagioni 1-3), interpretato da	Derek Fowlds.
- Annie Hacker (stagioni 1-3), interpretato da	Diana Hoddinott.
- Sir Arnold Robinson (stagioni 1-3), interpretato da	John Nettleton.
- Frank Weisel (stagione 1), interpretato da	Neil Fitzwiliam.
- George (stagioni 1-2), interpretato da	Arthur Cox.
- Sir Frederick 'Jumbo' Stewart (stagione 1), interpretato da	John Savident.
- Bill Pritchard (stagioni 1-3), interpretato da	Antony Carrick.
- Robert Dougall (stagioni 1-2), interpretato da	Robert Dougall.
- Sir Desmond Glazebrook (stagioni 1-2), interpretato da	Richard Vernon.
- Peter (stagioni 2-3), interpretato da	John Pennington.

## Produzione
La serie, ideata da Antony Jay e Jonathan Lynn, fu prodotta da British Broadcasting Corporation e girata a Londra in Inghilterra. Le musiche furono composte da Ronnie Hazlehurst.
Tra i registi della serie sono accreditati Peter Whitmore e Sydney Lotterby.

## Distribuzione
La serie fu trasmessa in Gran Bretagna dal 1980 al 1984 sulla rete televisiva BBC Two. In Italia è stata trasmessa su emittenti locali con il titolo Yes Minister.
Alcune delle uscite internazionali sono state:
- nel Regno Unito il 25 febbraio 1980
- in Svezia il 9 luglio 1982
- in Finlandia (Javisst, herr minister o Yes Minister)
- in Ungheria (Igenis, Miniszter Úr!)
- in Danimarca (Javel, hr. minister)
- in Grecia (Malista k. Ypourge)
- in Spagna (Sí, Ministre o Sí, ministro)
- in Italia (Yes Minister)

## Episodi
| Serie               | Stagione         | Episodi | Prima TV UK |
| ------------------- | ---------------- | ------- | ----------- |
| Yes Minister        | Prima stagione   | 7       | 1980        |
| Yes Minister        | Seconda stagione | 7       | 1981        |
| Yes Minister        | Terza stagione   | 8       | 1982, 1984  |
| Yes, Prime Minister | Prima stagione   | 8       | 1986        |
| Yes, Prime Minister | Seconda stagione | 8       | 1987-1988   |